# Fenggang
Fenggang (chinesisch 凤冈县, Pinyin Fènggāng Xiàn) ist ein chinesischer Kreis der bezirksfreien Stadt Zunyi in der Provinz Guizhou. Er hat eine Fläche von 1.896 km² und zählt 314.400 Einwohner (Stand: Ende 2018). Hauptort ist die Großgemeinde Longquan (龙泉镇).

## Administrative Gliederung
Auf Gemeindeebene setzt sich der Kreis aus neun Großgemeinden und fünf Gemeinden zusammen. Diese sind:
- Großgemeinde Longquan 龙泉镇
- Großgemeinde Jinhua 进化镇
- Großgemeinde Yechuan 琊川镇
- Großgemeinde Fengyan 蜂岩镇
- Großgemeinde Yonghe 永和镇
- Großgemeinde Huaping 花坪镇
- Großgemeinde Suiyang 绥阳镇
- Großgemeinde Tuxi 土溪镇
- Großgemeinde Yong’an 永安镇
- Gemeinde Heba 何坝乡
- Gemeinde Tianqiao 天桥乡
- Gemeinde Wangzhai 王寨乡
- Gemeinde Shijing 石径乡
- Gemeinde Xinjian 新建乡